# Đề cương cách mạng miền Nam
Đề cương cách mạng miền Nam, tên gốc là Đường lối cách mạng Việt Nam ở miền Nam, là một tài liệu lý luận chính trị – chiến lược lưu hành nội bộ do Lê Duẩn soạn thảo vào năm 1956, trong bối cảnh Việt Nam tạm thời bị chia cắt sau Hiệp định Genève 1954. Tài liệu này dài khoảng 24 trang viết tay, gồm 5 phần nội dung chính, đề ra đường lối và phương pháp đấu tranh cách mạng ở miền Nam Việt Nam. Đề cương được đánh giá có ý nghĩa lịch sử quan trọng, trở thành cơ sở tư tưởng cho quyết sách của Đảng Lao động Việt Nam (sau là Đảng Cộng sản Việt Nam) trong việc chuyển hướng chiến lược, tiến hành cuộc đấu tranh vũ trang chống chính quyền Việt Nam Cộng hòa và sự can thiệp của Hoa Kỳ.

## Nội dung
Đề cương Cách mạng miền Nam được cấu trúc thành 5 phần chính: (1) Ba nhiệm vụ của cách mạng trên phạm vi toàn quốc; (2) Mục tiêu, nhiệm vụ và đối tượng của phong trào cách mạng tại miền Nam; (3) Các yêu sách và khẩu hiệu đấu tranh; (4) Hình thức đấu tranh và khả năng phát triển của phong trào; (5) Một số bài học kinh nghiệm từ lịch sử cách mạng và định hướng chiến lược lâu dài.
Tài liệu mở đầu bằng nhận định rằng thời điểm 20 tháng 7 năm 1956 – ngày dự kiến tổ chức tổng tuyển cử để thống nhất đất nước theo Hiệp định Genève – đã trôi qua mà không diễn ra cuộc bầu cử như cam kết. Tác phẩm mô tả tình hình chính trị ở miền Nam là ngày càng bị siết chặt bởi các biện pháp đàn áp và kiểm soát của chính quyền Ngô Đình Diệm, đồng thời cảnh báo nguy cơ đất nước bị chia cắt lâu dài. Trên cơ sở đó, tác giả cho rằng yêu cầu cấp thiết là phải thay đổi hiện trạng bằng con đường đấu tranh cách mạng. Văn kiện này đưa ra ba nhiệm vụ chiến lược được cho là gắn kết với nhau: củng cố miền Bắc theo định hướng xã hội chủ nghĩa; đẩy mạnh phong trào đấu tranh ở miền Nam nhằm thay đổi chế độ hiện hành; và tranh thủ sự ủng hộ quốc tế, đặc biệt từ các lực lượng tiến bộ trên thế giới. Mục tiêu cụ thể của phong trào ở miền Nam được xác định là hướng đến việc thay đổi thể chế chính trị bằng một hình thức "liên hiệp dân tộc, dân chủ", nhằm tạo điều kiện cho tiến trình thống nhất đất nước trong tương lai. Tài liệu cũng nêu ra một loạt yêu sách được cho là có khả năng tập hợp các tầng lớp dân cư tham gia vào phong trào. Ba nhóm khẩu hiệu chính được đưa ra: thứ nhất là các mục tiêu chung như "hòa bình, thống nhất, độc lập, dân chủ"; thứ hai là yêu cầu về tự do dân chủ và quyền dân sự; và thứ ba là các vấn đề kinh tế – xã hội như cải thiện điều kiện sống cho công nhân và nông dân, hỗ trợ tiểu thương, kiểm soát giá cả, bảo vệ sản xuất dân tộc và cải cách thuế khóa. Những nội dung này phản ánh nỗ lực của những người soạn thảo trong việc kết hợp mục tiêu chính trị với các lợi ích thiết thực của người dân.
Về phương thức hành động, Đề cương nhấn mạnh rằng đấu tranh chính trị, đặc biệt thông qua các hình thức quần chúng, sẽ là con đường chủ yếu trong giai đoạn đầu. Theo quan điểm của Lê Duẩn – người được xem là tác giả của văn kiện – việc dựa vào lực lượng chính trị từ cơ sở được coi là giải pháp trung tâm để từng bước làm suy yếu và tiến tới thay thế chính quyền hiện tại. Tài liệu chưa kêu gọi phát động chiến tranh vũ trang ngay, song cũng nhấn mạnh rằng bạo lực cách mạng có thể trở thành phương án được lựa chọn trong trường hợp tình hình đàn áp tiếp diễn và “thời cơ chín muồi” xuất hiện. Tài liệu dự báo quá trình thay đổi chế độ sẽ không diễn ra tức thời mà cần trải qua nhiều giai đoạn, với sự chuẩn bị lực lượng cả về chính trị lẫn quân sự. Ngoài ra, tài liệu rút ra 6 bài học chủ yếu của Cách mạng Tháng Tám 1945 (như xây dựng lực lượng bên trong, chớp thời cơ, sự lãnh đạo của Đảng, liên minh công nông, mặt trận thống nhất rộng rãi, lợi dụng mâu thuẫn nội bộ đối phương…) nhằm trang bị lý luận cho cán bộ, đảng viên miền Nam trong chặng đường đấu tranh sắp tới.

## Ảnh hưởng
Đề cương Cách mạng miền Nam nhanh chóng trở thành kim chỉ nam cho phong trào cách mạng ở miền Nam cuối thập niên 1950. Ngay sau khi tài liệu này được soạn thảo và phổ biến nội bộ, Xứ ủy Nam Bộ đã đề ra chủ trương mạnh dạn "phá rào" so với đường lối cũ, tức là mở đường cho cách mạng miền Nam kết hợp đấu tranh vũ trang cùng đấu tranh chính trị. Tại Hội nghị Xứ ủy Nam Bộ lần thứ II (12/1956) do Lê Duẩn chủ trì ở Phnom Pênh, Xứ ủy quyết định cho phép các địa phương tổ chức lực lượng vũ trang bí mật để hỗ trợ phong trào quần chúng, dù Trung ương chưa công bố quyết định chính thức. Nhờ đó, từ cuối thập niên 1950, nhiều đội vũ trang và căn cứ kháng chiến từng bước được tái lập ở Nam Bộ và Khu V, tạo chỗ dựa an toàn cho cán bộ cách mạng thoát khỏi các chiến dịch càn quét của chính quyền Sài Gòn.